# Aloe ramosissima
Espèce
Classification APG III (2009)
Statut de conservation UICN

 VU C2a, D2 : Vulnérable
Statut CITES
L'Aloe ramosissima est un aloès trouvé dans le désert du Richtersveld à la frontière entre lAfrique du Sud et la Namibie.
Il se présente sous la forme d'un buisson ne dépassant 2 m de haut.
Il est parfois considéré comme une sous-espèce de Aloe dichotoma.

## Galerie

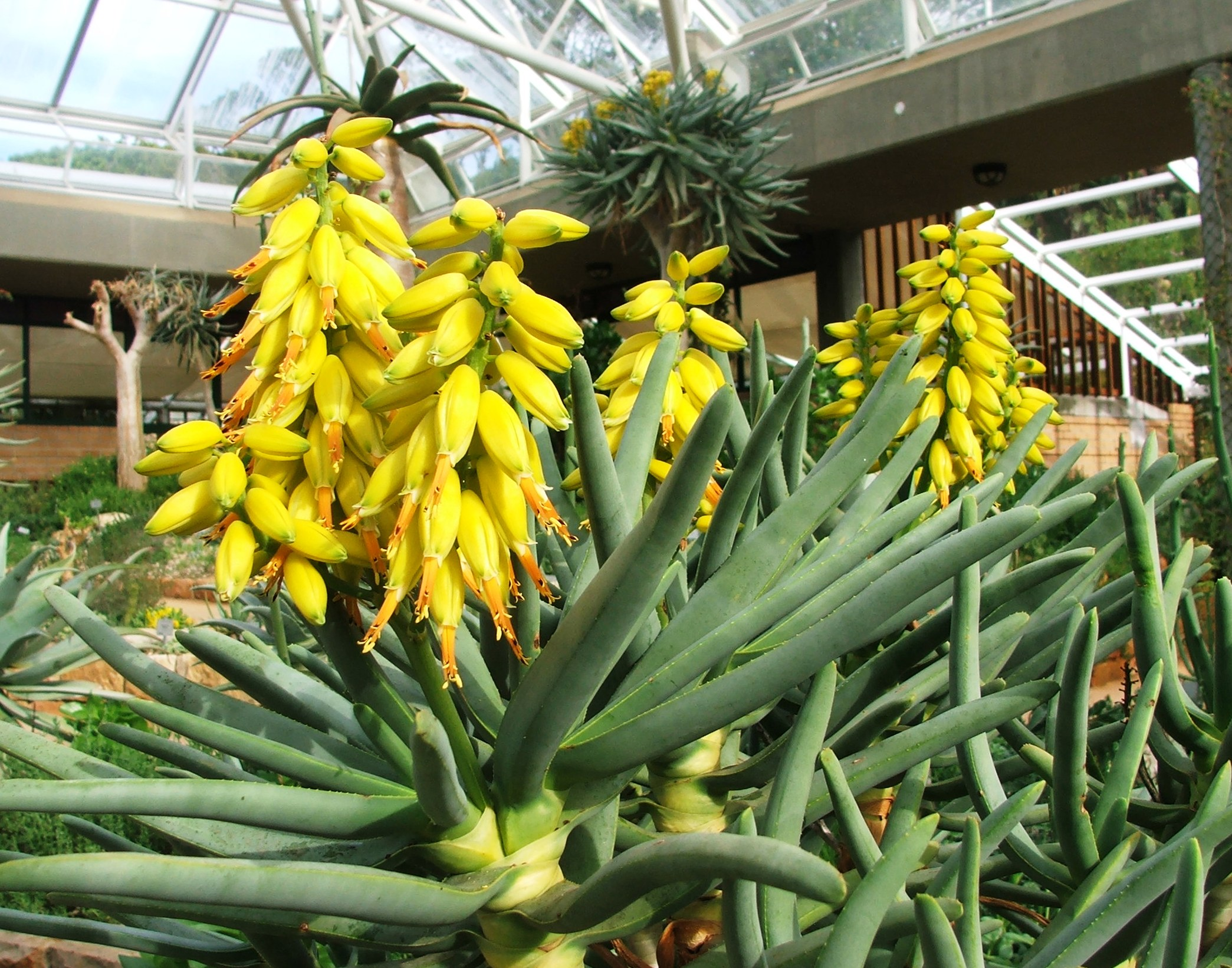
En serre en fleur.